# Giorgio Karađorđević
Giorgio Karađorđević (Cettigne, 27 agosto 1887 – Belgrado, 17 ottobre 1972) fu il principe ereditario di Serbia fino al 1909, quando, in seguito a uno scandalo, fu costretto a rinunciare ai suoi diritti dinastici in favore del fratello minore Alessandro, per poi essere rinchiuso in un manicomio.

## Biografia

### Infanzia
Era figlio di Pietro I di Serbia e di Zorka del Montenegro e quindi fratello della principessa Elena Karađorđević e di Alessandro I di Jugoslavia e nipote di Nicola I del Montenegro e della regina d'Italia Elena.

### Rinuncia ai diritti dinastici
L'improvvisa morte di sua madre e le alterne vicende paterne lo costrinsero ad un'infanzia girovaga, tra Ginevra e la Russia. Qui studiò alla Scuola del Corpo dei Cadetti dello zar Alessandro II, prima del suo ritorno in Serbia nel 1903 poco dopo il colpo di Stato militare che depose la dinastia Obrenović e portò suo padre a diventare re di Serbia. Giorgio divenne quindi principe ereditario, essendo il primo figlio, ma non ne era visibilmente all'altezza e nel 1909, dopo che in un accesso d'ira aveva ucciso a calci un suo servitore, fu costretto a rinunciare ai suoi diritti al trono in favore del fratello Alessandro.

### Reclusione
Il principe Giorgio partecipò alle guerre balcaniche e alla prima guerra mondiale, venendo ferito gravemente nella battaglia di Mačkov Kamen vicino a Krupanj nel 1914. Dopo la morte di Pietro I e l'incoronazione di suo fratello Alessandro, le ostilità fra i due culminarono nell'arresto del principe Giorgio nel 1925; si sostenne che egli fosse mentalmente instabile e fu quindi rinchiuso in un manicomio nei pressi della città di Niš. Dopo la morte di Alessandro I nel 1934, Giorgio sperò di essere rimesso in libertà dal nuovo reggente Paolo, ma così non fu; rimase lì fino alla seconda guerra mondiale, quando venne liberato dagli occupanti tedeschi.

### Ultimi anni e morte
Dopo la guerra la sua famiglia fu dichiarata nemica dalla dittatura comunista di Tito, ma a Giorgio fu permesso di stabilirsi a Belgrado, unico membro della famiglia reale nel paese. In vecchiaia sposò Radmila Radonjić, ma la coppia non ebbe figli. Scrisse un libro di memorie, "Istina o mom životu" (Verità sulla mia vita).
Morì il 17 ottobre 1972 a Belgrado e fu sepolto nella chiesa di San Giorgio (Oplenac) a Topola, in Serbia.

## Ascendenza
|                                             |                                |                        | Genitori             |  |  | Nonni |  |  | Bisnonni           |  |  | Trisnonni       |  |
|                                             |                                |                        |                      |  |  |       |  |  | Karađorđe Petrović |  |  | Petar Jovanović |  |
|                                             |                                |                        |                      |  |  |       |  |  | Karađorđe Petrović |  |  | Petar Jovanović |  |
|                                             |                                | Marica Živković        |                      |  |  |       |  |  | Karađorđe Petrović |  |  |                 |  |
| Aleksandar Karađorđević, principe di Serbia |                                |                        |                      |  |  |       |  |  | Karađorđe Petrović |  |  |                 |  |
|                                             |                                | Jelena Jovanović       | Nikola Jovanović     |  |  |       |  |  |                    |  |  |                 |  |
|                                             |                                | Jelena Jovanović       | Nikola Jovanović     |  |  |       |  |  |                    |  |  |                 |  |
|                                             |                                | Jelena Jovanović       | Bosiljka             |  |  |       |  |  |                    |  |  |                 |  |
| Pietro I di Serbia                          |                                | Jelena Jovanović       |                      |  |  |       |  |  |                    |  |  |                 |  |
|                                             |                                | Jevrem Nenadovič       | Jakov Nenadović      |  |  |       |  |  |                    |  |  |                 |  |
|                                             |                                | Jevrem Nenadovič       | Jakov Nenadović      |  |  |       |  |  |                    |  |  |                 |  |
|                                             |                                | Jevrem Nenadovič       | Nerandža             |  |  |       |  |  |                    |  |  |                 |  |
| Persida Nenadović                           |                                | Jevrem Nenadovič       |                      |  |  |       |  |  |                    |  |  |                 |  |
|                                             |                                | Jovanka Milovanović    | Mladen Milovanović   |  |  |       |  |  |                    |  |  |                 |  |
|                                             |                                | Jovanka Milovanović    | Mladen Milovanović   |  |  |       |  |  |                    |  |  |                 |  |
|                                             |                                | Jovanka Milovanović    | Bosiljka             |  |  |       |  |  |                    |  |  |                 |  |
| Giorgio di Jugoslavia                       |                                | Jovanka Milovanović    |                      |  |  |       |  |  |                    |  |  |                 |  |
|                                             | Granduca Mirko Petrović-Njegoš | Stanko Petrović-Njegoš |                      |  |  |       |  |  |                    |  |  |                 |  |
|                                             | Granduca Mirko Petrović-Njegoš | Stanko Petrović-Njegoš |                      |  |  |       |  |  |                    |  |  |                 |  |
|                                             | Granduca Mirko Petrović-Njegoš | Krstinja Vrbitsa       |                      |  |  |       |  |  |                    |  |  |                 |  |
| Nicola I del Montenegro                     | Granduca Mirko Petrović-Njegoš |                        |                      |  |  |       |  |  |                    |  |  |                 |  |
|                                             |                                | Anastasija Martinović  | Drago Martinović     |  |  |       |  |  |                    |  |  |                 |  |
|                                             |                                | Anastasija Martinović  | Drago Martinović     |  |  |       |  |  |                    |  |  |                 |  |
|                                             |                                | Anastasija Martinović  | Anastasija Ludović   |  |  |       |  |  |                    |  |  |                 |  |
| Zorka del Montenegro                        |                                | Anastasija Martinović  |                      |  |  |       |  |  |                    |  |  |                 |  |
|                                             |                                | Petar Vukotić          | Peter Perkov Vukotić |  |  |       |  |  |                    |  |  |                 |  |
|                                             |                                | Petar Vukotić          | Peter Perkov Vukotić |  |  |       |  |  |                    |  |  |                 |  |
|                                             |                                | Petar Vukotić          | Anastasija Milić     |  |  |       |  |  |                    |  |  |                 |  |
| Milena Vukotić                              |                                | Petar Vukotić          |                      |  |  |       |  |  |                    |  |  |                 |  |
|                                             |                                | Jelena Vervodić        | Tadija Vervodić      |  |  |       |  |  |                    |  |  |                 |  |
|                                             |                                | Jelena Vervodić        | Tadija Vervodić      |  |  |       |  |  |                    |  |  |                 |  |
|                                             |                                | Jelena Vervodić        | Milica Pavičević     |  |  |       |  |  |                    |  |  |                 |  |
|                                             |                                | Jelena Vervodić        |                      |  |  |       |  |  |                    |  |  |                 |  |